# اندیس سریم (M۱)
سریم (M۱) یک اندیس غیرفلزی است که در حوالی شهر رک سفید استان خوزستان قرار دارد و مادهٔ معدنی موجود در آن، صدف آهکی است.سنگ میزبان این اندیس آهک است  